# Поркара (Верона)
Поркара је насеље у Италији у округу Верона, региону Венето.
Према процени из 2011. у насељу је живело 7 становника. Насеље се налази на надморској висини од 723 м.